# Жилле де Ломон
Франсуа П'єр Ніколя Жилле де Ломон (28 травня 1747 — 1 червня 1834) — французький мінералог.
Він народився в Парижі, отримав освіту у військовій школі і служив в армії з 1772 по 1784 рік, коли був призначений інспектором шахт. Його увага у вільний час була повністю приділена мінералогії, і він допомагав в організації нової École des Mines у Парижі.
Він був автором численних мінералогічних робіт у «Journal et Annales des Mines».  Мінерал лаумонтит, який Ломон виявив у копальнях Уельгоата, був названий на його честь Рене Жюст Гауї. Після смерті Жана-Батіста Л. Роме де л'Іль у 1790 році Ломон придбав його велику колекцію мінералів і кристалів.
За свою кар'єру він був нагороджений орденом Злуки (1813), орденом Почесного легіону (1815) і орденом Святого Михайла (1819). Помер у Парижі в 1834 році.